# سیبورگیم
سیبورگیم (به انگلیسی: Seaborgium) از عنصرهای شیمیایی جدول تناوبی است. نشانه کوتاه آن Sg و عدد اتمی آن ۱۰۶ است.
- گروه شیمیایی:  عناصر واسطه
- گروه، تناوب، بلوک:  ۱۵, ۵ , d
- رنگ :سفید نقره‌ای یا خاکستری
- وزن اتمی  [۲۶۶] amu